# 89/93: An Anthology
89/93: An Anthologyes es un álbum recopilatorio de la banda estadounidense de country rock Uncle Tupelo, lanzado en 2002 a través de Legacy Recordings.
Contiene canciones originales de los cuatro discos de estudio de la banda; "Outdone" es un demo de la versión que aparece en No Depression, "I Wanna Be Your Dog" es una canción inédita, mientras que "Looking For a Way Out" es una versión acústica de la aparecida en Still Feel Gone.

## Lista de canciones
1. "No Depression" – (A.P. Carter)
2. "Screen Door" – (Farrar, Tweedy, Heidorn)
3. "Graveyard Shift" – (Farrar, Tweedy, Heidorn)
4. "Whiskey Bottle" – (Farrar, Tweedy, Heidorn)
5. "Outdone" (1989 Demo)* – (Farrar, Tweedy, Heidorn)
6. "I Got Drunk" – (Farrar, Tweedy, Heidorn)
7. "I Wanna Be Your Dog"*– (The Stooges)
8. "Gun" – (Farrar, Tweedy, Heidorn)
9. "Still Be Around" – (Farrar, Tweedy, Heidorn)
10. "Looking For A Way Out" (versión acústica)* – (Farrar, Tweedy, Heidorn)
11. "Watch Me Fall" – (Farrar, Tweedy, Heidorn)
12. "Sauget Wind" – (Farrar, Tweedy, Heidorn)
13. "Black Eye" – (Farrar, Tweedy)
14. "Moonshiner" – (tradicional, arreglos de Farrar, Tweedy)
15. "Fatal Wound" – (Farrar, Tweedy)
16. "Grindstone" – (Farrar, Tweedy)
17. "Effigy" – (Fogerty)
18. "The Long Cut" – (Farrar, Tweedy)
19. "Chickamauga" – (Farrar, Tweedy)
20. "New Madrid" – (Farrar, Tweedy)
21. "We've Been Had" (Live) – (Farrar, Tweedy)

*Inéditas
- Datos: Q2818555